# Геймер (фильм, 2009)
«Геймер» (англ. Gamer) — фантастический боевик Марка Невелдайн и Брайана Тейлора. Мировая премьера состоялась 4 сентября 2009 года. В российском прокате фильм вышел 9 сентября 2009 года.

## Сюжет
Действие фильма происходит в 2034-м году, где высочайшее развитие нанотехнологий позволило технологическому гению Кену Каслу соединить видеоигру с реалити-шоу и смоделировать ультрафункциональную, многопользовательскую игру «Убийцы», которая стала средой обитания местных преступников.
Джон Тилман (Джерард Батлер), заключённый, приговорённый к пожизненному заключению за преступление, которого не совершал, должен принять участие в Игре, чтобы получить свободу. Для одного богатого молодого игрока Джон Тилман это — Кэйбл, всего лишь сим, управляемый персонаж игры. Благодаря своим боевым способностям и физической силе, Кэйбл становится национальным героем и занимает первые позиции в игре.
Каждую неделю миллионы людей во всём мире в режиме онлайн следят за ним и сотней других смертников, которые участвуют в битвах игры. Согласно правилам шоу, в нём принимают участие преступники, приговорённые к смертной казни, которым было предложено участие в качестве альтернативы. Тот, кто выиграет 30 битв, в качестве награды получит свободу (досрочное освобождение). По мнению движения сопротивления, которая противостоит Каслу, его игра — это высокотехнологичное рабство, а он является тем критическим элементом, который необходимо уничтожить. Кэйбл/Тилман оказался между двумя мощными противоборствующими силами. С каждым шагом, за которым наблюдают миллионы, Джон Тилман сражается, чтобы получить свободу, восстановить свою личность и разрушить систему, которая его заключила в тюрьму.

## В ролях
- Джерард Батлер — Джон «Кейбл» Тилман
- Эмбер Валлетта — Энджи «Ника» Тилман
- Майкл Си Холл — Кен Касл
- Логан Лерман — Саймон Сильвертон
- Кира Седжвик — Джина Паркер Смит
- Крис 'Лудакрис' Бриджес — Брат «Людей Зед»
- Элисон Ломан — Трейс
- Джон Легуизамо — Фрик
- Майло Вентимилья — Рик Рэйп
- Терри Крюс — Хэкмен
- Зои Белл — Сандра
- Аарон Ю — Чувак
- Сэм Уитвер — Социальный агент
- Джеймс Родэй — Журналист
- Мэгги Лоусон — Журналистка
- Джейд Рэмси — Кумдумпста #1
- Ричард Маковиц — Синий солдат

## Производство
В мае 2007 году Lakeshore Entertainment наняла Марка Невелдайна и Брайана Тейлора для создания «футуристического триллера» с рабочим названием «Игра». Невелдайн и Тейлор написали сценарий и занялись режиссурой фильма, главная роль была отдана Джерарду Батлеру.
Съёмки проходили в Альбукерке (штат Нью-Мексико) на Albuquerque Studios и заняли 53 дня. Для съемок вне студии был использован деловой район Альбукерке. Во время съемок использовали цифровую камеру Red One.
В марте 2009 года фильм сменил рабочее название на Citizen Game. В мае 2009 года фильм сменил название на Gamer.

## Критика
На агрегаторе рецензий Rotten Tomatoes у фильма 30 % положительных обзоров критиков из 81. На Metacritic фильм получил 27 баллов из 100 на основе 13 обзоров.

## Сборы
«Геймер» собрал в первый день проката 3,3 млн долларов, заняв 4 место по сборам. Всего за первую неделю фильм заработал 9 156 057 долларов. В США картина собрала 20 534 907 долларов, а в зарубежном — 18 848 906 долларов.